# Міямото Томомі
Міямото Томомі (яп. 宮本 ともみ; нар. 31 грудня 1978) — японська футболістка. Вона грала за збірну Японії.

## Клубна кар'єра
Виступала в «Іґа Куноїті» та «TEPCO Mareeze». Наприкінці сезону 2012 року вона завершила ігрову кар'єру.

## Виступи за збірну
Дебютувала у збірній Японії 8 червня 1997 року в поєдинку проти Китаю. У складі японської збірної учасниця жіночого чемпіонату світу 1999, 2003 та 2007 років та Літніх олімпійських ігор 2004 року. З 1997 по 2007 рік зіграла 77 матчів та відзначилася 13-а голами в національній збірній.

## Статистика виступів
| Збірна Японії | Збірна Японії | Збірна Японії |
| Рік           | Матчі         | Голи          |
| ------------- | ------------- | ------------- |
| 1997          | 6             | 2             |
| 1998          | 10            | 1             |
| 1999          | 14            | 2             |
| 2000          | 0             | 0             |
| 2001          | 0             | 0             |
| 2002          | 7             | 1             |
| 2003          | 14            | 3             |
| 2004          | 9             | 2             |
| 2005          | 0             | 0             |
| 2006          | 1             | 0             |
| 2007          | 16            | 2             |
| Загалом       | 77            | 13            |